# 锺观光
锺观光（1868年9月19日—1940年9月30日），字宪鬯，出生于浙江镇海。著名植物学家，中国近代植物学开拓者之一。
他曾任湖南高等师范学校、北京大学和浙江大学副教授，及北平研究院副研究员；自1918年起，先后调查中国中东部大部分省区植物，历时五载，搜集和积累不少珍贵植物标本和资料，对中国早期植物分类学的发展，作出一定贡献。1924年创建北京大学植物标本室，1927年在浙江大学创建植物标本室和中国第一个植物园——浙江大学华家池植物园。
他是中国首个用科学方法研究植物分类学的学者，也是近代中国植物学的开拓者之一。
植物学中有分别以锺观光的姓和名命名的锺木属和观光木属，以纪念其对植物学的突出贡献。

## 备注

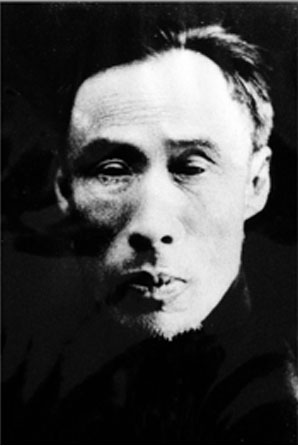

1. ↑  因字体简化，简体中文中也被记作“钟观光”